# Tye Sheridan
Tye Kayle Sheridan (ur. 11 listopada 1996 w Palestine) – amerykański aktor, który wystąpił m.in. w filmach Drzewo życia i X-Men: Apocalypse.

## Filmografia
| Rok  | Tytuł                   | Rola                    | Reżyser               |
| ---- | ----------------------- | ----------------------- | --------------------- |
| 2011 | Drzewo życia            | Steve O’Brien           | Terrence Malick       |
| 2012 | Uciekinier              | Ellis                   | Jeff Nichols          |
| 2013 | Joe                     | Gary Jones              | David Gordon Green    |
| 2014 | The Forger              | Will Cutter             | Philip Martin         |
| 2015 | Rozrywka                | Eddie the Opener        | Rick Alverson         |
| 2015 | Last Days in the Desert | Son                     | Rodrigo García        |
| 2015 | Więzienny eksperyment   | Peter Mitchell          | Kyle Patrick Alvarez  |
| 2015 | Mroczny zakątek         | młody Ben Day           | Gilles Paquet-Brenner |
| 2015 | Łowcy zombie            | Ben Goudy               | Christopher B. Landon |
| 2016 | Objazd                  | Harper James            | Christopher Smith     |
| 2016 | X-Men: Apocalypse       | Scott Summers / Cyclops | Bryan Singer          |
| 2017 | Żółtodzioby             | Daniel Murphy           | Alexandre Moors       |
| 2017 | Plamy z trawy           | Conrad Stevens          | Kyle Wilamowski       |
| 2018 | Player One              | Wade Watts / Parzival   | Steven Spielberg      |
| 2018 | Friday’s Child          | Richie                  | A.J. Edwards          |
| 2018 | Góra                    | Andy                    | Rick Alverson         |
| 2019 | X-Men: Dark Phoenix     | Scott Summers / Cyclops | Simon Kinberg         |
| 2019 | Nocny stróż             | Bart Bromley            | Michael Cristofer     |
| 2021 | Voyagers                | Christopher             | Neil Burger           |
| 2021 | Hazardzista             | Cirk                    | Paul Schrader         |
| 2021 | Bar dobrych ludzi       | JR                      | George Clooney        |